# Ian Burn
Pour les articles homonymes, voir Burn.
Ian Burn, né le 29 décembre 1939 à Geelong, État du Victoria, en Australie, mort accidentellement le 29 septembre 1993 à  Bawley Point, en Nouvelle-Galles du Sud dans ce même pays, est un artiste conceptuel australien influent. Il était un membre notable du collectif Art and Language, un groupe d'artistes actif à la fin des années 1960 et dans les années 1970. Ian Burn était également écrivain, conservateur et universitaire.

## Biographie
Burn a étudié l'art à la National School Of Art de Melbourne. Il s’est affilié au collectif Art and Language lorsqu’il a déménagé à Londres en 1964 et est resté membre du groupe quand il s’est installé à New York en 1967. En 1977, Burn est retourné en Australie pour enseigner à l’Université de Sydney. Ian Burn s'est noyé à 53 ans le 29 septembre 1993 alors qu'il nageait avec sa fille et des amis dans une mer agitée à Bawley Point, en Nouvelle-Galles du Sud.

## Travail notable
Xerox Book, 1968 : 100 copies itératives d'une feuille de papier blanc vierge sur une Xerox 720, rangées dans un livre dans l'ordre de leur création. Les dernières pages de la série d’exemplaires étaient remplies de formulaires noirs qui étaient apparus lentement à la suite de «l’erreur» de la machine.